# Willa Vlastimila Hofmana w Krakowie
Willa Vlastimila Hofmana – willa znajdująca się w Krakowie, w dzielnicy VII Zwierzyniec przy ulicy Vlastimila Hofmana 13 (do 1973 roku ul. Spadzista), na Zwierzyńcu.

## Historia
Po 1910 roku w Krakowie w rejonie Wzgórza św. Bronisławy zaczęto realizować inwestycje związane z osiedlem Towarzystwa Budowy Tanich Domów Mieszalnych dla Urzędników, a także rozpoczęto wznoszenie osiedla willowego Salwator. W 1920 roku, po sześciu latach mieszkania w Pradze i Paryżu, Hofman wrócił do Krakowa. W tym samym roku kupił działkę znajdującą się na stromej parceli po południowej stronie ulicy Spadzistej (od 1973 roku Vlastimila Hofmana) i przystąpił do budowy własnego domu jednorodzinnego. 
Realizację projektu nieruchomości powierzono polskiemu architektowi, Franciszkowi Mączyńskiemu, dla którego ten projekt miał być zakończeniem kariery architektonicznej. Budowa została zakończona w 1921 roku, proces jej powstawania zajął rok.
Następnie malarz zamieszkał w budynku wraz ze swoją żoną, Adą. Regularnie zapraszał do swojego domu dzieci zamieszkałe w okolicy, a następnie malował ich portrety. Podczas pobytu na ulicy Spadzistej, artysta stworzył wiele znaczących prac, w tym portretów. Wśród nich znalazły się m.in.: portret Jacka Malczewskiego, który namalował w 1923 roku, oraz portret swojej żony Ady, z 1925 roku. W 1925 roku namalował również serię portretów piłkarzy Wisły Kraków. Vlastimil Hofman mieszkał w tym miejscu nieprzerwanie do 1939 roku. 
W 1973 roku dla upamiętnienia mieszkającego tu w XX wieku malarza, Rada Miasta Krakowa przyjęła uchwałę zmieniającą dotychczasową nazwę ulicy, Spadzistą na ulicę Vlastimila Hofmana.
Willa wraz z ogrodem jest wpisana do gminnej ewidencji zabytków Krakowa.

## Architektura
Budynek został wybudowany w stylu romantycznego modernizmu. Fasada budynku wykonana została z cegły. Dach budynku jest kopertowy, a jego powierzchnię przecina duży świetlik, który doświetla pomieszczenie dawnej pracowni Hofmana znajdującej się wewnątrz.

## Księga pamiątkowa
Od czasu zamieszkania w Krakowie, Vlastimil Hofman wraz ze swoją żoną Adą zaczęli prowadzić księgę pamiątkową, w której zbierali podpisy osób, które ich odwiedzały w domu przy ulicy Spadzistej. Wśród wielu nazwisk znaleźli się m.in. Jacek Malczewski, malarz i bliski przyjaciel Hofmana; Jerzy Fedkowicz, malarz i grafik; Jan Rubczak, malarz; Marian Morelowski, historyk sztuki i krytyk artystyczny oraz Edmund Cięglewicz, dziennikarz.
Oprócz autografów, księga pamiątkowa zawierała również fotografie, które przedstawiały malarza wraz z żoną w różnych sytuacjach, uchwycone w codziennych momentach, a także w towarzystwie odwiedzających ich gości. Dodatkowo w tejże księdze znalazły się także fotografie domu oraz otoczenia. Później księga została przejęta przez Helenę Makowską-Fijewską, która dodała do niej fakty oraz fotografie ze swojego życia.